# Stictolampra similis
Stictolampra similis är en kackerlacksart som beskrevs av Bei-Bienko 1954. Stictolampra similis ingår i släktet Stictolampra och familjen jättekackerlackor. Inga underarter finns listade i Catalogue of Life.